# Cestrum jacaltenanginum
Cestrum jacaltenanginum là loài thực vật có hoa trong họ Cà. Loài này được Loes. mô tả khoa học đầu tiên năm 1923.